# 单涛
单涛（1970年5月30日—），北京市人，中国退役篮球运动员，司职中锋。曾效力于多家球队，并曾获“中国第一中锋”之美誉。

## 职业生涯

### 启蒙时代
单涛出生于1970年。他的父亲单玉臣曾经在南京部队篮球队效力。单涛从小就受到父亲熏陶，开始训练篮球。12岁时，单涛加入了北京青年男篮，正式开始了专业训练。

他篮球生涯的最初阶段，由于他具备过人的身体条件，可谓是平步青云：16岁入选中国国家青年篮子篮球队，而19岁时，又入选了中国国家男篮。在地方队中，他也很快成长为了北京队内线绝对的核心。

### 鼎盛时期
1993年，作为中国男篮主力中锋的单涛，随队一举获得了亚洲男子篮球锦标赛的冠军并获得了世锦赛的门票；而在一年之后的世锦赛上，单涛和队友一起为中国男篮进入八强立下了汗马功劳。1995年，他又率领中国男篮蝉联亚锦赛冠军，并创下了中国男篮“十冠王”的伟业。1996年，他也曾随队出征亚特兰大奥运会。

不仅是在国家队，他在俱乐部的表现也是可圈可点。虽然北京队涌现出了巴特尔这位新星，但单涛仍然发挥着自己的光芒。1995-1996赛季，北京首钢获得了首届CBA第3名，单涛做出了不可磨灭的贡献；而在第八届全运会上，他也和队友一起为北京队摘得第五名。

### 生涯晚期
然而随着年龄的增长，单涛也不可避免的迎来了职业生涯的末期。1997年开始，单涛就很少能在首钢队的比赛中先发，竞技状态也开始下滑。为了自己上场机会，单涛在1999年选择了离开首钢，到北京首都国际机场工作。

2000年，不甘寂寞的单涛选择复出，转投济军天马帐下；然而，随着各省部队逐渐撤出职业联赛，单涛也开始颠沛流离的生活：他先后效力于深圳队、奥神队、新疆队、东莞队、山西队和山东队，每支队伍都只效力大约一个赛季。

2009年初，山东队3分击败东莞队之后，已经成为“CBA活化石”的单涛选择了退役，正式结束了自己的职业生涯。

## 其人轶事
作为1970年出生的老球员，单涛在场上以提携后进为己任。与巴特尔、薛玉洋、张云松、焦健等球员有很好的私交。

另外，他的人事关系现在仍然在北京首都国际机场，他曾经戏言：“我是一个有单位的人”。